# Wernher von Braun

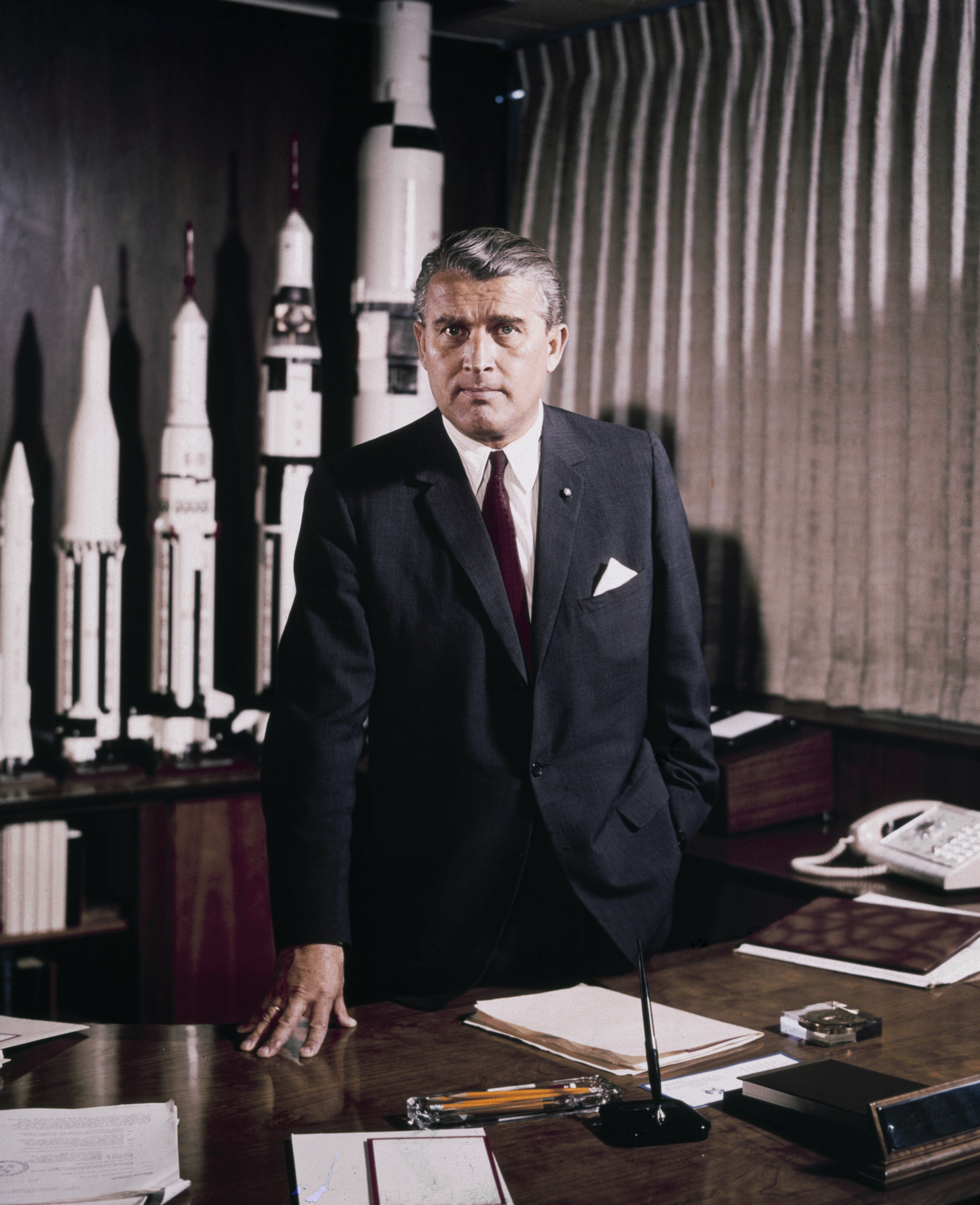
Wernher von Braun im Marshall Space Flight Center, 1964

Wernher Magnus Maximilian Freiherr von Braun (* 23. März 1912 in Wirsitz, Provinz Posen, Königreich Preußen, Deutsches Reich; † 16. Juni 1977 in Alexandria, Virginia, USA) war ein deutschamerikanischer Raketenpionier und Wegbereiter der Raketenwaffen und der Raumfahrt.
Von Braun wurde als Technischer Direktor der Heeresversuchsanstalt Peenemünde durch die Entwicklung der ersten funktionstüchtigen Flüssigkeitsrakete Aggregat 4 („V2“) in der Zeit des Nationalsozialismus sowie der späteren leitenden Tätigkeit beim Bau von Trägerraketen für die NASA-Missionen berühmt. Seine Mitverantwortung für den Tod von mindestens 12.000 Zwangsarbeitern und weiterer 8.000 Menschen durch die Herstellung und den Einsatz der V2 hat im Zuge der Vergangenheitsbewältigung eine einseitig positive Würdigung von Brauns beendet.

## Kindheit und Ausbildung
Wernher von Brauns Vater war der ostpreußische Gutsbesitzer und spätere Reichsernährungsminister Magnus Freiherr von Braun. Seine Mutter war Emmy von Braun, Tochter Wernher von Quistorps (1856–1908), eines Gutsbesitzers und Mitglieds des Preußischen Herrenhauses. Wernhers älterer Bruder Sigismund (1911–1998) war ab 1936 im Dritten Reich und auch in der späteren Bundesrepublik im Auswärtigen Amt tätig. Der jüngere Bruder Magnus (1919–2003) wurde Ingenieur für organische Chemie.
Schon als Kind interessierte sich von Braun für Musik und Naturwissenschaften. Zur Konfirmation schenkte ihm seine Mutter 1925 ein astronomisches Fernrohr, woraufhin er fasziniert den Weltraum betrachtete und eine Leidenschaft für Astronomie entwickelte. Mit 13 Jahren experimentierte er im Berliner Tiergarten mit Feuerwerksraketen. Als er das Buch Die Rakete zu den Planetenräumen von Hermann Oberth in die Hände bekam, erlangten die Utopien, die er aus den Abenteuerromanen von Jules Verne und Kurd Laßwitz aufgenommen hatte, für ihn etwas Reales. Um das fachwissenschaftliche Buch verstehen zu können, strengte er sich an, seine bis dahin mäßigen Leistungen in Mathematik zu verbessern. Inspiriert wurde er ebenfalls durch das Buch Das Problem der Befahrung des Weltraums des slowenischen Astronomen und Astrophysikers Herman Potočnik.

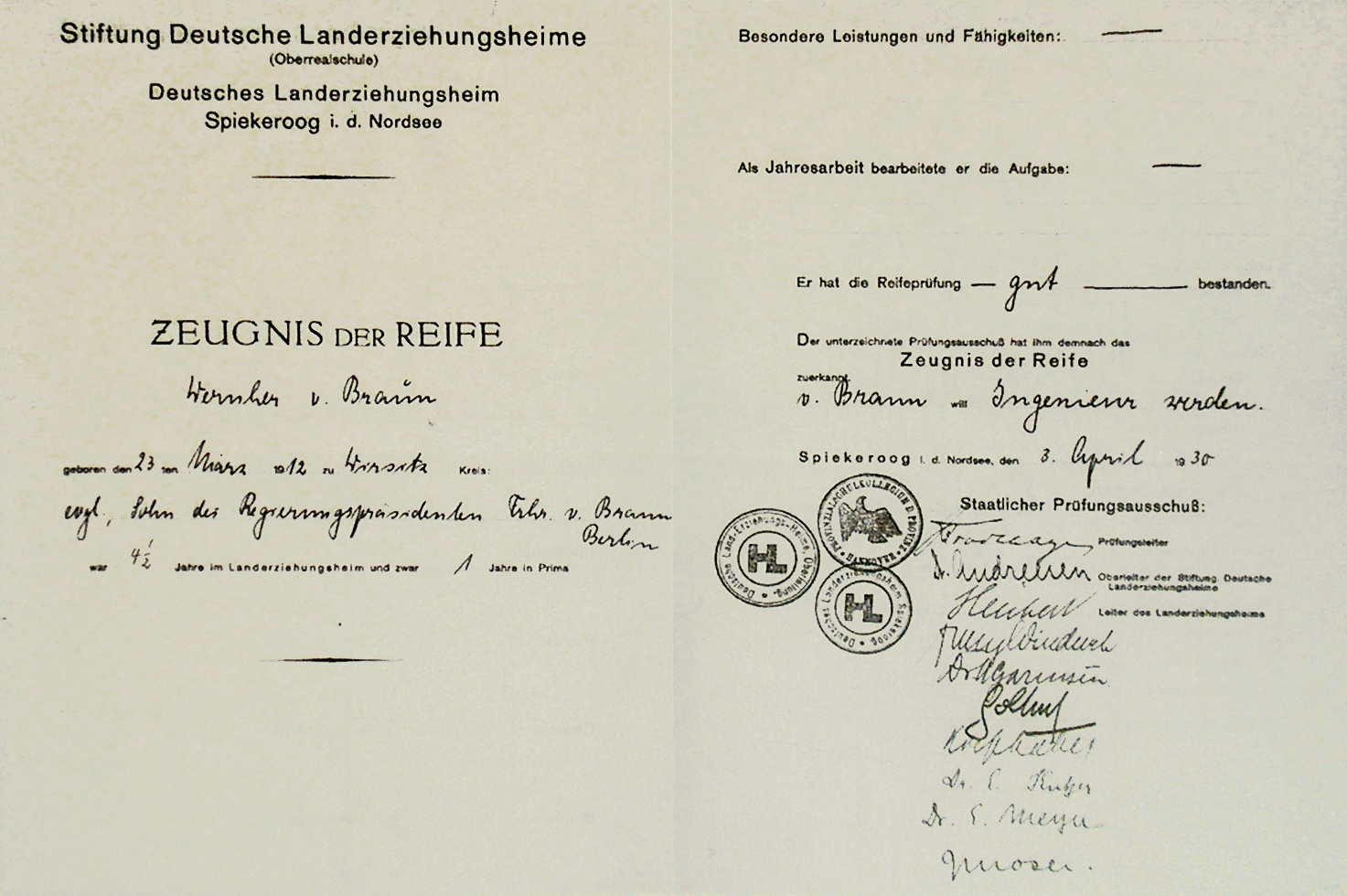
Von Brauns Abiturzeugnis, 1930

Er besuchte bis 1925 das Französische Gymnasium Berlin und wohnte anschließend im Internat der Hermann-Lietz-Schule auf Schloss Ettersburg bei Weimar. Ab 1928 besuchte er die gerade gegründete Hermann Lietz-Schule Spiekeroog.:37–49 Aufgrund guter Leistungen konnte er dort vorzeitig mit 18 Jahren im April 1930 die Abiturprüfung ablegen.
1928 wurde er Mitglied des Vereins für Raumschiffahrt.:78 f Nach seinem Abitur arbeitete er in seiner Freizeit gemeinsam mit Hermann Oberth und Mitgliedern dieses Vereins:5–58 f auf dem Raketenflugplatz Berlin in Reinickendorf an Raketen mit Flüssigkeitstriebwerken. 1926 hatte Robert Goddard bereits erfolgreich eine Flüssigkeitsrakete gestartet.
Nach seiner Schulzeit verbrachte er ein sechsmonatiges Praktikum bei der Lokomotivfabrik Borsig in Berlin, das für ein Ingenieurstudium gefordert war. Dort habe er gelernt, „dass es absolut nichts gibt, was präzise und vollendete und gründliche Arbeit übersteigt“, wie er sich Jahrzehnte später erinnerte.
Von Braun studierte ab 1930 an der Technischen Hochschule in Berlin-Charlottenburg und im ersten Halbjahr 1931 für ein Semester an der ETH Zürich.:63 f An der Segelflugschule Grunau, deren Leitung Wolf Hirth innehatte, lernte er 1931 das Segelfliegen. Im November 1932 legte er seine Prüfung zum Vordiplom im Fach Maschinenbau an der TH Berlin ab. Danach wechselte er das Studienfach und immatrikulierte sich zum 30. November an der Universität Berlin im Fach Physik. Am 1. Dezember 1932 trat er, auf Initiative des Abteilungsleiters der Abteilung 1 des Heereswaffenamts Prüfwesen, Ernst Ritter von Horstig, als Zivilangestellter in das Raketenprogramm des Heereswaffenamtes ein. Im selben Jahr wurde er in den Vorstand des Vereins für Raumschiffahrt gewählt.:78 f Seine Experimente führte er auf dem Gelände der Heeresversuchsanstalt Kummersdorf etwa 30 Kilometer südlich von Berlin durch. 1934 wurde er an der Friedrich-Wilhelms-Universität in Berlin zum Dr. phil. mit einer Arbeit über „Konstruktive, theoretische und experimentelle Beiträge zu dem Problem der Flüssigkeitsrakete“ promoviert. Die Dissertation und deren Originaltitel waren geheim und wurden erst 1959/1960 durch die Publikation eines Sonderhefts der Deutschen Gesellschaft für Raketentechnik und Raumfahrt e.V (DGRR) allgemein zugänglich. Im selben Jahr 1934 erreichte das von von Braun konzipierte Aggregat 2, gestartet von der Nordseeinsel Borkum aus, eine Höhe von 2200 Metern. In den Jahren 1935–1937 entwickelte er in enger Zusammenarbeit mit dem Team Ernst Heinkels und dem Testpiloten Erich Warsitz ein Raketentriebwerk, das zuerst in Kummersdorf und später in Neuhardenberg an einem Flugzeug, einer Heinkel He 112, erprobt wurde.

## Karriere in der NS-Zeit

### Peenemünde

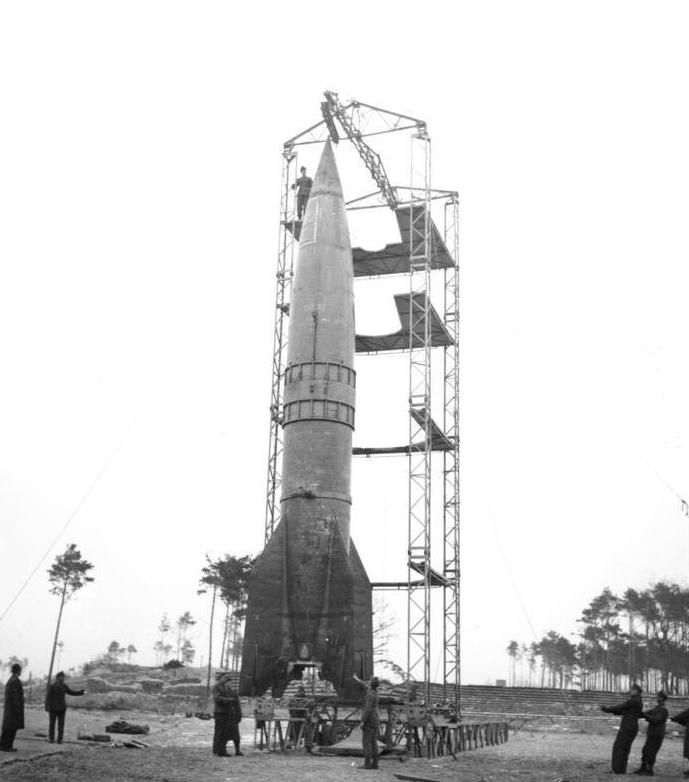
A4-Rakete auf dem Gelände der HVA Peenemünde, März 1942

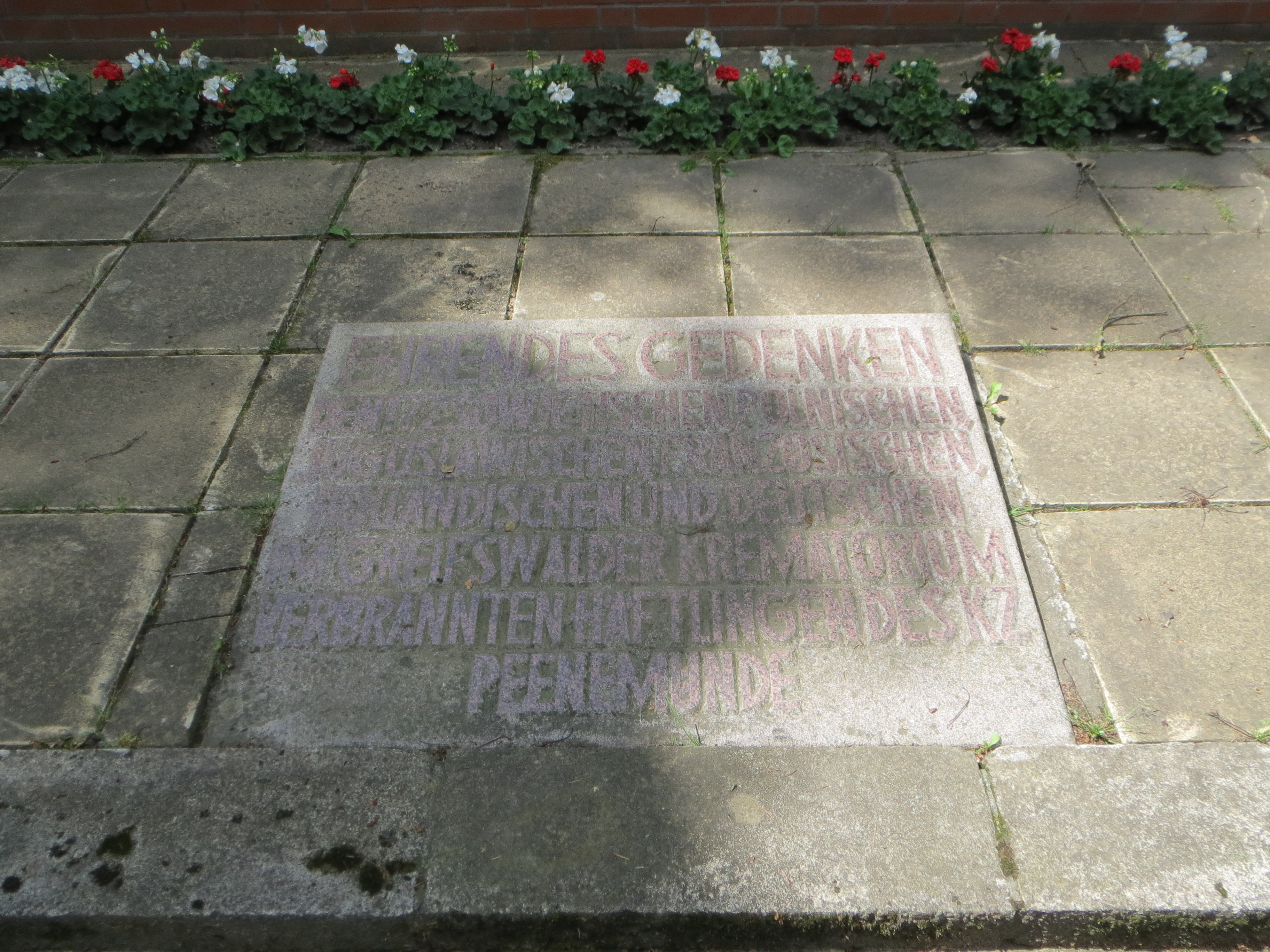
Gedenktafel für getötete Häftlinge des KZ-Außenlagers Peenemünde, Neuer Friedhof Greifswald. Mindestens 171 Häftlinge, die zwischen November 1943 und September 1944 starben, wurden im Krematorium Greifswald verbrannt, andere Leichen wurden vor Ort verscharrt.

Ende 1935 wurde mehr und mehr klar, dass das Gelände in Kummersdorf ungeeignet war, das stark expandierende Raketenprogramm weiterhin zu beherbergen. Zum Test der neuen, deutlich größeren Raketen brauchte man eine mehrere hundert Quadratkilometer große Testzone, wofür nur die Ostsee infrage kam. Luftwaffe und Heer einigten sich darauf, eine gemeinsame Versuchsanstalt auf der Insel Usedom zu errichten.
Ab 1937 war von Braun technischer Direktor der neuen Heeresversuchsanstalt Peenemünde (HVP). Hier leitete er unter anderem die Entwicklung des Aggregats 4, kurz A4 genannt, der ersten Großrakete mit Flüssigtreibstoff. Ab August 1943, nach dem Bombenangriff der Operation Hydra auf Peenemünde, wurde die Serienfertigung der Rakete an andere Orte im Deutschen Reich verlagert:106–107 und nach ihren ersten Einsätzen auf London im September 1944 V2 (Vergeltungswaffe 2) genannt. Das Aggregat 4 war die erste einsatzfähige Boden-Boden-Rakete mit Flüssigkeitstriebwerk überhaupt. Neu war an dieser Rakete auch die Möglichkeit, die Flugbahn mit einem Kreiselsystem zu verfolgen und durch aktiv gesteuerte Strahlruder und Luftruder zu stabilisieren und Abweichungen automatisch auszugleichen.
Im Jahr 1942 überschritt ein Prototyp erstmals eine Gipfelhöhe von mehr als 80 km, 1945 wurden um 200 km erreicht. Die Rakete Aggregat 4 war damit nach Definition der Internationalen Aeronautischen Vereinigung (FAI) das erste von Menschen geschaffene Objekt im Weltraum, indem es eine Höhe von über 100 km erreichte.
In Peenemünde existierte ab Juni 1943 ein KZ-Außenlager.:95 Zusätzlich gab es ein zweites KZ, ein Kriegsgefangenenlager in Karlshagen und die Lager bei Trassenheide, in denen insgesamt 1400 Häftlinge untergebracht waren. Dazu kamen über 3000 „Ostarbeiter“ aus Polen und der Sowjetunion. Von Braun selbst wird im Protokoll zu einer Besprechung vom 25. August 1943 zitiert: „Die Belegschaft für […] Mittelteile- und Heckfabrikation könnte aus dem Häftlingslager F1 gestellt werden.“:115
In einer Aktennotiz vom 16. April 1943 erwähnte der Verantwortliche für den Bau der A4-Fabrik, Arthur Rudolph, später Direktor des Entwicklungsprogramms der Saturn V, die äußerst schlechten Lebens- und Arbeitsbedingungen der Zwangsarbeiter, darunter viele Ostarbeiter und Franzosen. HVP-Leiter Walter Dornberger ließ zum Umfang an beschäftigten HVP-Zwangsarbeitern im von ihm unterzeichneten Besprechungsprotokoll vom 4. August 1943 festhalten: „Das Verhältnis der deutschen Arbeiter zu den KZ-Häftlingen soll 1:15, höchstens 1:10 betragen“.:20
Die Briten versuchten, die HVP mit der „Operation Hydra“ in der Nacht vom 17. zum 18. August 1943 zu zerstören. Zu den Hauptzielen gehörte auch die Tötung der Wissenschaftler in ihren Unterkünften. Von Braun konnte sich jedoch in einen Bunker retten.

### Verstrickung in die nationalsozialistische Politik

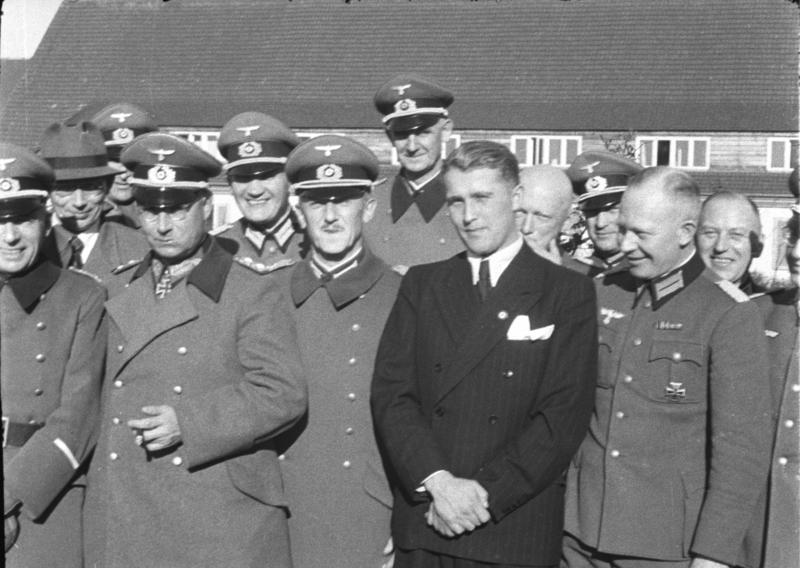
Wernher von Braun (in Zivil) in Peenemünde, März 1941. V. l.: Walter Dornberger (tlw. verdeckt), General Friedrich Olbricht, Major Heinz Brandt

Am 12. November 1937 beantragte Wernher von Braun die Aufnahme in die NSDAP und wurde rückwirkend zum 1. Mai desselben Jahres aufgenommen (Mitgliedsnummer 5.738.692).:70 ff.
Am 1. Mai 1940 wurde von Braun Mitglied der Allgemeinen SS, wo er die SS-Nummer 185.068 erhielt. Die Beförderung zum SS-Sturmbannführer erfolgte am 28. Juni 1943. Nach Bernd Dirolls „Personen-Lexikon der NSDAP“ war er bereits am 1. November 1933 der Schutzstaffel beigetreten, und zwar unter der 1940 aufgeführten Nummer. Diroll zufolge ist von Braun 1940 als SS-Untersturmführer wieder in die SS aufgenommen worden. Ulli Kulke merkt an, dass er zwischen Herbst 1933 und Sommer 1934 der studentischen Reiterschule der SS in Berlin-Halensee angehört habe, also Mitglied der Reiter-SS gewesen sei. Volkhard Bode und Gerhard Kaiser geben an, er sei ab dem 1. November 1933 SS-Anwärter gewesen. Demnach handelte es sich 1940 um einen Wiedereintritt, was auch die für das Jahr 1940 niedrige SS-Nummer erklären dürfte. Die zum 1. Oktober 1944 herausgegebene Dienstaltersliste der SS (SS-Obersturmbannführer und SS-Sturmbannführer) führt ihn unter der laufenden Nummer 3.230 im Stab des Oberabschnitts Ostsee. Lange war seine Zugehörigkeit zur SS nicht allgemein bekannt, Vermutungen wurde wenig Glauben geschenkt. Dies änderte sich erst nach seinem Tod,:564 obwohl er zur fraglichen Zeit sporadisch und in den letzten Kriegsmonaten regelmäßig seine SS-Uniform getragen hatte, um sich gegen das zunehmende Misstrauen Kammlers und anderer SS-Funktionsträger abzusichern, während Dornbergers Arbeitsstab aus Peenemünde im Februar 1945 nach Bleicherode und im April 1945 nach Oberammergau evakuiert wurde.
Mit der Entwicklung des Aggregats 4 hatte er eine Waffe geschaffen, die mit bisher unerreichter Reichweite und Geschwindigkeit eine Tonne Sprengstoff ans Ziel brachte. Die Zielgenauigkeit war allerdings so gering, dass sie sich primär nur als Terrorwaffe gegen die Zivilbevölkerung eignete. Dies führte später zu schweren Vorwürfen gegen von Braun, da diese Tatsache ihm bereits während der Entwicklung hätte bewusst gewesen sein müssen. Dennoch führte er nicht nur die Arbeit fort, sondern warb weiterhin massiv für das Potenzial von Raketen.
Bei einem dieser Werbebesuche von Brauns im Führerhauptquartier Wolfsschanze in Ostpreußen verlieh ihm Hitler persönlich den Professorentitel. Dazu von Braun: „Nach meinem Gespräch mit Hitler sah ich zufällig, dass Speer mit ihm – gleichsam hinter vorgehaltener Hand – etwas besprach. Wenige Augenblicke danach schritt Hitler auf mich zu, reichte mir die Hand und sagte: Professor, ich möchte Ihnen zu Ihrem Erfolg gratulieren.“:103,
Im Februar 1944 wurde von Braun bei Heinrich Himmler vorgeladen. Dieser wollte sich Einfluss über das A4-Programm sichern, was von Braun jedoch zurückwies. In der Nacht vom 21. auf den 22. März 1944 verhaftete ihn die Gestapo deshalb auf Betreiben Himmlers zusammen mit Helmut Gröttrup, Klaus Riedel und seinem Bruder Magnus.:205–206 Man warf ihnen Verrat und Wehrkraftzersetzung, Wernher von Braun außerdem Vorbereitungen zur Flucht nach England vor. Allen drohte die Todesstrafe. Nur ihre besondere Bedeutung im Raketenprogramm ließ sie nach Intervention Dornbergers bei Wilhelm Keitel sowie durch den HVP-Abwehrbeauftragten Major Hans Georg Klamroth bei Albert Speer unter Einschaltung von Hitler wieder freikommen.:204 ff.
Am 29. Oktober 1944 wurden von Braun und Walter Dornberger nach dem Einsatz des nun als V2 bezeichneten A4 an der Westfront mit dem Ritterkreuz des Kriegsverdienstkreuzes mit Schwertern ausgezeichnet.

### Mittelbau-Dora

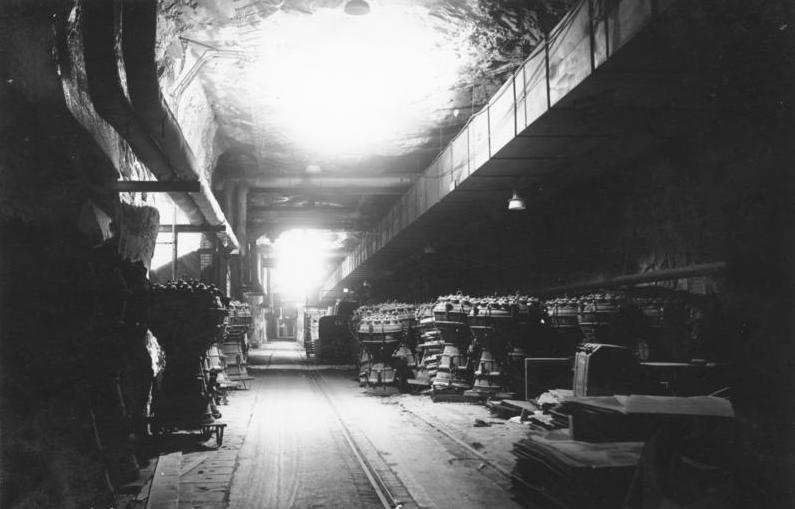
Haupttunnel der Stollenanlage im Kohnstein bei Niedersachswerfen, V2-Antriebsaggregate in der Fertigung des Mittelwerks, 1945

In der Nacht vom 17. auf den 18. August 1943 wurde die HVA Peenemünde im Zuge der „Operation Hydra“ bombardiert. Um die Produktion des A4 vor weiteren Bombenangriffen zu schützen und möglichst geheim zu halten, sollte sie unter die Erde verlegt werden. Daraufhin entstand ein neues KZ-Außenlager des KZs Buchenwald mit dem Tarnnamen „Arbeitslager Dora“ am Südrand des Harzes. Die Häftlinge des KZ wurden von der SS unter menschenunwürdigen Bedingungen in der Stollenanlage im Kohnstein hauptsächlich im Stollenvortrieb und den unter Tage gelegenen Werksanlagen der Mittelwerk GmbH eingesetzt. In Mittelbau-Dora fand nun unter anderem auch die Serienfertigung der A4 statt. Auch dieser Lebensabschnitt von Brauns wird von vielen Historikern kritisch bewertet, da er eine Verantwortlichkeit für diese Produktion schwerlich abweisen konnte. Andere werfen ihm zumindest Opportunismus vor. So forderte er in einem Schreiben vom 12. November 1943 die Zahl von 1350 Arbeitskräften an, was seinerzeit stets KZ-Häftlinge bedeutete. Einige Insassen des Konzentrationslagers bezeugten später zudem, ihn bei der Besichtigung der Arbeitsstätten gesehen zu haben. Es wird von fünf bis zwanzig Aufenthalten im Mittelwerk ausgegangen.:23,249 Von Braun gab diese Zahlen in einem Gerichtsprozess am 14. Oktober 1947 in Texas an.:95 Er erklärte, dass er vom Elend der Zwangsarbeiter nichts gewusst habe und für deren Einsatz nicht verantwortlich gewesen sei. Allerdings berichtete er 1969 in einem Interview, selbst im Mittelwerk gewesen zu sein: „Als die Sprengarbeiten für den Ausbau bereits begonnen hatten, die Produktion aber noch nicht angelaufen war […] damals waren einige Häftlinge in diesen Stollen untergebracht. Ich bin mit der besichtigenden Besuchergruppe durch diese temporären Unterkünfte gegangen.“:123 Er gab auch zu, dass die, so wörtlich, „Hungergestalten“ in einem „erbarmungswürdigen Zustand“ gewesen seien, Eindrücke, die „schwer auf der Seele jedes anständigen Mannes lasten“ würden. Nach eigenen Angaben schämte er sich damals, dass solche Dinge in Deutschland möglich waren, selbst angesichts der Kriegssituation.
Es liegt ein Brief von Brauns vom 15. August 1944 an Albin Sawatzki vor, der für die Planung und Steuerung der A4-Fabrikation verantwortlich war. Dieser belegt, dass von Braun im KZ Buchenwald war und dort selbst Häftlinge aussuchte. Viele Berichte und Dokumente sprechen für seine Involviertheit in die Vorgänge in Mittelbau-Dora. Im Erlebnisbericht von Adam Cabala ist zu lesen: „[…] auch die deutschen Wissenschaftler mit Prof. Wernher von Braun an der Spitze sahen alles täglich mit an. Wenn sie die Gänge entlanggingen, sahen sie die Schufterei der Häftlinge, ihre mühselige Arbeit und ihre Qual. Prof. Wernher von Braun hat während seiner häufigen Anwesenheit in Dora nicht ein einziges Mal gegen diese Grausamkeit und Bestialität protestiert. Selbst der Anblick von Toten habe ihn nicht gerührt: Auf einer kleinen Fläche neben der Ambulanzbude lagen tagtäglich haufenweise die Häftlinge, die das Arbeitsjoch und der Terror der rachsüchtigen Aufseher zu Tode gequält hatten. […] Aber Prof. Wernher von Braun ging daran vorbei, so nahe, dass er die Leichen fast berührte“.
In einem Interview schilderte Albrecht Weinberg, dass er im Januar 1944 auf einem der Todesmärsche von Auschwitz nach Mittelbau Dora kam. Wernher von Braun wolle „angeblich nie einen KZ-Häftling in Dora-Mittelbau gesehen haben. Dabei waren die Tunnel voll von ihnen, Hunger, Kälte und Krankheit rafften sie scharenweise dahin. Ich habe einmal gesehen, wie ein Häftling vor Wahn und Hunger einen der Toten ins Bein gebissen hat.“
Von Braun wohnte 1944 zeitweise in Bleicherode (20 Kilometer vom Lager Mittelbau-Dora entfernt). Das KZ-Außenlager Bleicherode wurde am 26. Oktober 1944 eröffnet. Das KZ-Außenlager Kleinbodungen für durchschnittlich etwa 620 KZ-Häftlinge öffnete am 3. Oktober 1944, vier Kilometer entfernt im Nachbarort. Rings um das nur acht Kilometer entfernte Nordhausen spann sich ein ganzes Netz von am Ende 40 Außenlagern des KZ Mittelbau. Im Spätsommer 1944 wurde sein Bruder Magnus von Braun direkt nach Dora-Mittelbau versetzt, wo er Gyroskope, Servomotoren und Turbopumpen für die A4 entwickelte.

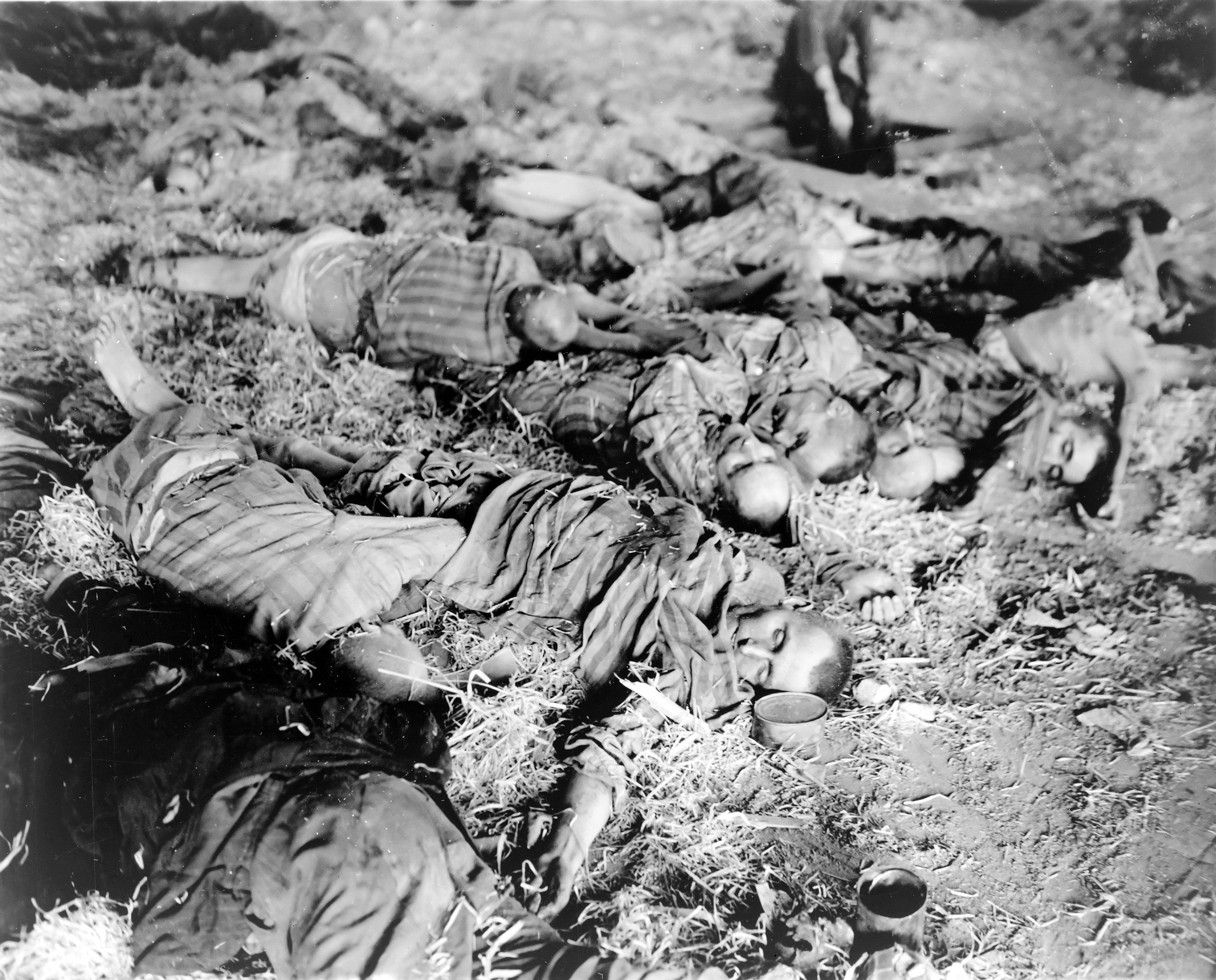
Tote Häftlinge in den Häftlingsbaracken Mittelbau-Dora, aufgenommen am 11. April 1945 nach der Befreiung des Lagers durch Angehörige des United States Army Signal Corps

Im Zusammenhang mit dem Ausbau von Mittelbau-Dora und der anschließenden Fertigung der A4-Rakete und anderer Waffen kamen nach offizieller Zählung in den SS-Akten ca. 12.000 Zwangsarbeiter ums Leben. Neueren Schätzungen zufolge könnte die Zahl der tatsächlichen Todesopfer sogar bis zu 20.000 betragen haben.:26 Der Einsatz der Waffe forderte insgesamt ca. 8000 Opfer, hauptsächlich in der Zivilbevölkerung. Die V2 war somit die einzige Waffe, deren Produktion mehr Opfer forderte als ihr Einsatz.
Beim alliierten Prozess 1947, in dem ausschließlich Verbrechen im KZ Mittelbau-Dora verhandelt wurden, war von Braun weder angeklagt noch als Zeuge geladen. Allerdings sagte sein Bruder als Zeuge dort im Nordhausen-Prozess gegen die Lagerleitung des Konzentrationslagers Mittelbau-Dora aus. Er stand wie Wernher von Braun mittlerweile in US-amerikanischen Diensten.

### V2-Einsatz und Kriegsende

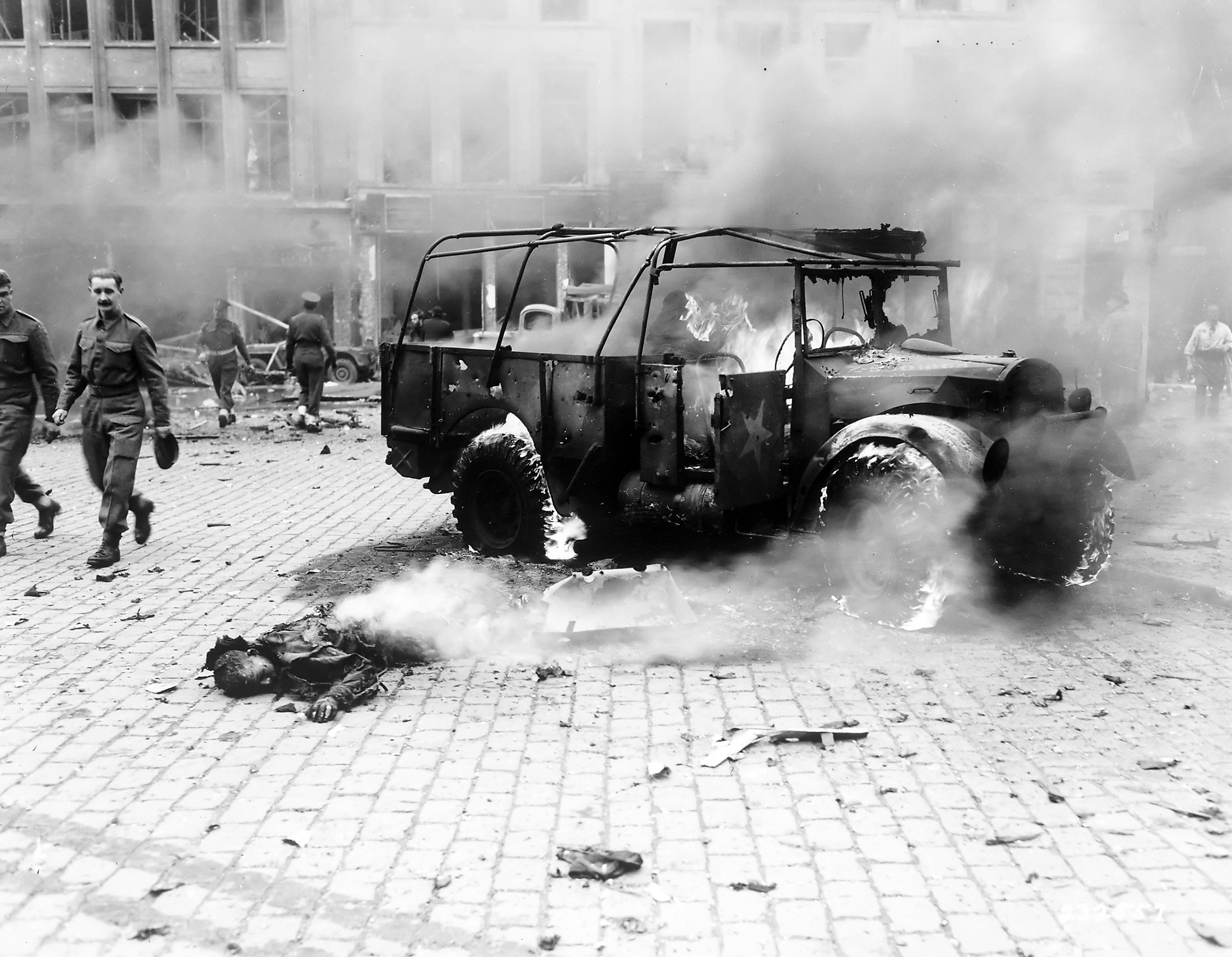
Opfer eines V2-Einschlags am 27. November 1944 in Antwerpen

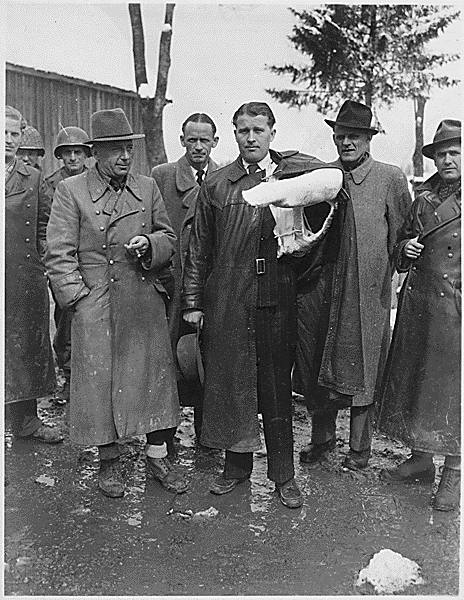
Magnus von Braun, Walter Dornberger, Herbert Axster, Wernher von Braun, Hans Lindenberg und Bernhard Tessmann (v. l.) am 3. Mai 1945, nach ihrer Verhaftung durch US-Truppen in Oberjoch nahe dem „Haus Ingeburg auf der Höhe“

Insgesamt kamen rund 3000 V2-Raketen zum Einsatz, rund ein Drittel davon gegen London, ebenso viele gegen Antwerpen, das mit seinem Hafen von hoher Bedeutung für den alliierten Nachschub war. Ein Angriff richtete sich auch gegen das von den alliierten Streitkräften befreite Paris.
Die Sprengkraft aller abgefeuerten V2-Raketen zusammen indes war kaum stärker als ein einziger mittlerer Bombenangriff im Zweiten Weltkrieg. Die Wirkung war psychologischer Art, weil es gegen diese „Wunderwaffe“ weder Abwehrmöglichkeiten noch Vorwarnung gab – die tatsächliche militärisch-strategische Bedeutung war aber gering.
Am 11. April 1945 besetzten US-Truppen die Produktionsstätten in Bleicherode, das Mittelwerk. Einhundert A4-Raketen wurden in die USA abtransportiert und bildeten dort die Grundlage des US-amerikanischen Raketenprogramms.
Wenige Tage vorher waren die Raketenpioniere um Wernher von Braun und General Walter Dornberger auf Befehl Hans Kammlers nach Süddeutschland verlegt worden, um den anrückenden Besatzern zu entgehen. Sie bezogen daraufhin eine Kaserne in Oberammergau. Später teilte sich die Gruppe auf, Wernher und sein Bruder Magnus kamen nach Weilheim in Oberbayern. Während der langen Fahrt nach Oberammergau hatte sich von Brauns Gipsverband gelockert. Er benötigte diesen seit einem fast tödlichen Autounfall auf der Fahrt von Thüringen nach Berlin am 12. März 1945. Dabei war seine linke Schulter zerschmettert und der Arm zweimal gebrochen worden. Deshalb suchten sie eine Privatklinik in Sonthofen auf.:237
Kurz vor Eintreffen der französischen Armee in Sonthofen ließ ihn Dornberger nach Oberjoch bringen, wo die Peenemünder Führungsgruppe im Sporthotel Ingeburg (⊙) Unterschlupf gefunden hatte. Dort verbrachten sie bei bestem Wetter und guter Verpflegung die letzten Kriegstage.
Nach der Besetzung Oberbayerns durch US-amerikanische Truppen kontaktierte der Englisch sprechende Bruder Magnus von Braun die US-Amerikaner, mit deren strategischem Interesse am deutschen Raketen-Know-how man fest rechnen konnte. Noch zu Kriegszeiten suchten die Amerikaner in der Aktion Operation Overcast gezielt nach deutschen Wissenschaftlern, um sich ihres Wissens bemächtigen zu können. Am 2. Mai 1945 stellte sich von Braun zusammen mit einigen Wissenschaftlern aus seinem Team den US-Streitkräften in Reutte in Tirol.

## Karriere in den USA, Familie, Kinder und Tod

### Die ersten Jahre
Nach Kriegsende internierten die Amerikaner viele deutsche Raketenexperten in Garmisch-Partenkirchen, wo verschiedene US-Dienststellen sie verhörten. Dabei ging es fast ausschließlich um das Raketenprogramm, die NS-Vergangenheit der Wissenschaftler spielte kaum eine Rolle. Wernher von Braun kam jedoch nicht nach Garmisch-Partenkirchen. Am 17. Juni 1945 wurde er nach Witzenhausen in Nordhessen gebracht und unterstützte die amerikanischen Truppen, die übrigen in Thüringen verbliebenen A4-Experten in den Westen zu holen, bevor dieses Land, wie in der Konferenz von Jalta vereinbart, zur Sowjetischen Besatzungszone kam. Er half auch bei der Identifizierung von Teilen und Geräten, die nicht in sowjetische Hände fallen sollten. Von Braun blieb zusammen mit Walter Dornberger und weiteren wichtigen Wissensträgern unter strenger Bewachung interniert.
Am 12. September 1945:256 wurde er von Witzenhausen nach Paris gebracht und dann zusammen mit einer 7-köpfigen Vorausgruppe als Teil der geheimen Operation Overcast in die Vereinigten Staaten geflogen. Unter Aufsicht der US Army lebten sie nun in Fort Bliss in Texas. Ende 1945/Anfang 1946 erreichten über hundert weitere Peenemünder Fort Bliss, darunter sein jüngerer Bruder Magnus. Eine ihrer ersten Aufgaben war es, die amerikanischen Experten in Funktionsweise und Bau der A4 zu unterrichten. In der Folgezeit starteten sie von White Sands aus regelmäßig A4 zu Testzwecken. Erst im Dezember 1946 wurde ihre Anwesenheit in Amerika öffentlich. Bisher war von Braun in den USA lediglich einem kleinen Kreis bekannt, was sich in den folgenden Jahren drastisch ändern sollte.

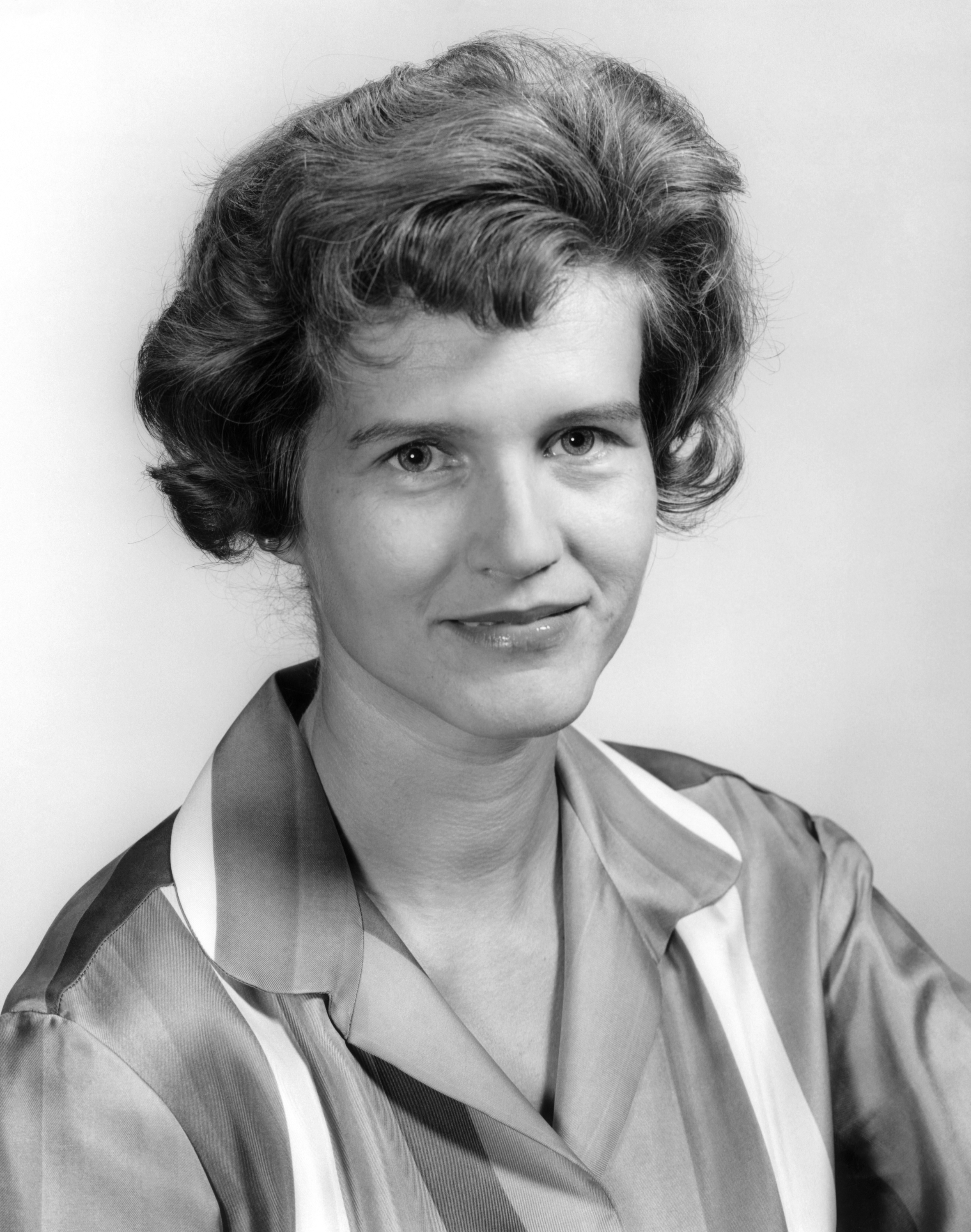
Maria von Braun (1963)

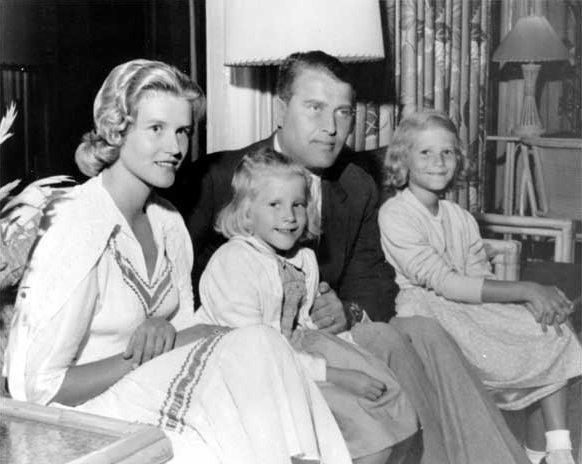
Familie von Braun, 1950er Jahre

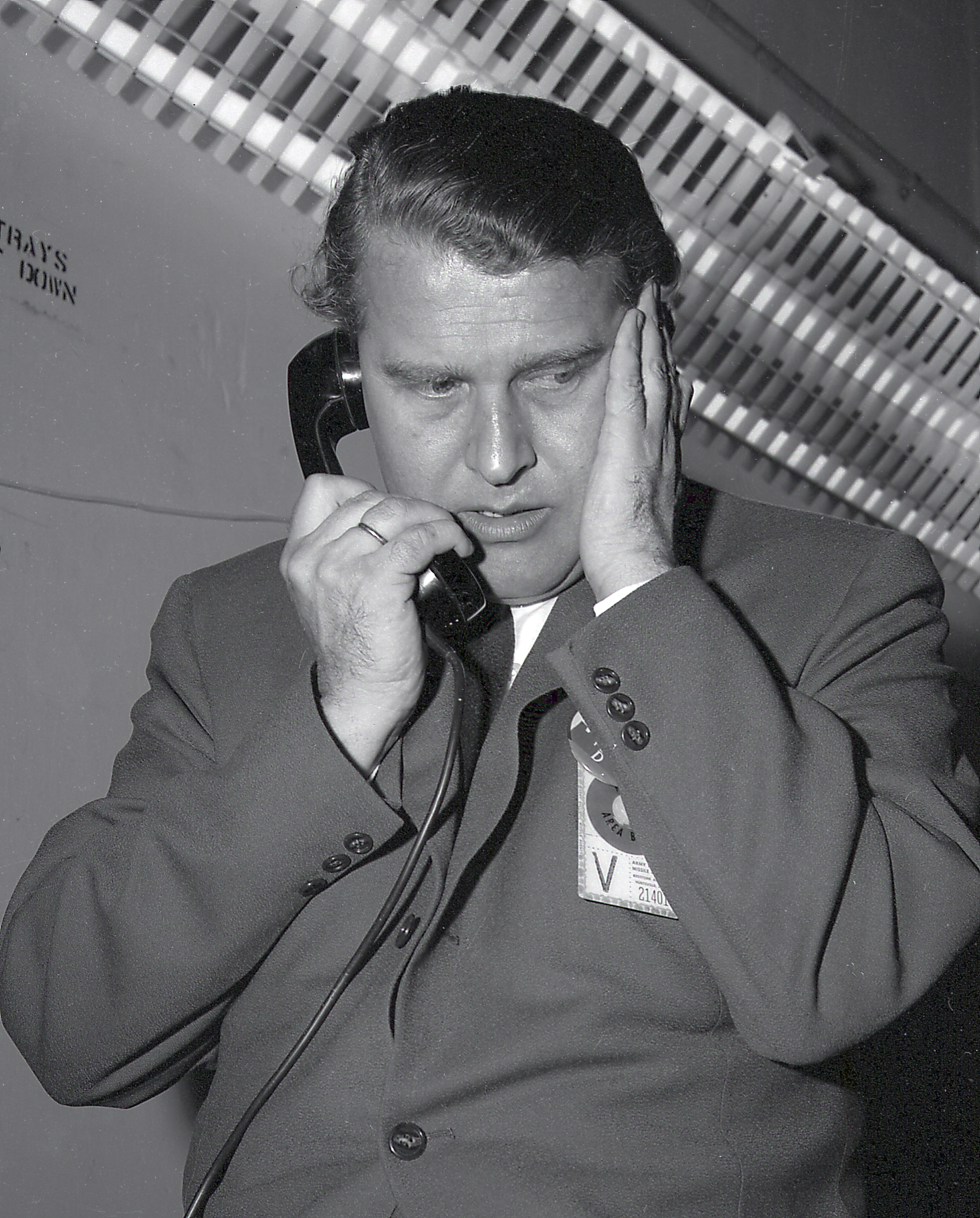
Von Braun vor dem Start von Pioneer, 4. März 1959

1946, bei einem Kirchenbesuch in Fort Bliss, wandelte sich von Brauns nach eigener Aussage zuvor oberflächlicher zu einem tiefen christlichen Glauben, seine „Bekehrung“, wie Biograf Neufeld schrieb. Überraschend verlobte sich von Braun Ende des Jahres schriftlich mit seiner damals 18 Jahre alten Cousine Maria von Quistorp (* 10. Juni 1928 in Berlin; † 20. Januar 2025 in Alexandria, Virginia). Im Februar 1947 reiste er per Schiff in das besetzte Nachkriegsdeutschland zurück. Während des gesamten Aufenthalts stand er dabei unter militärischer Bewachung, da ein Entführungsversuch seitens der Sowjetunion befürchtet wurde. Am 1. März heiratete er in einer lutherischen Kirche in Landshut. Seine Eltern folgten dem Paar in die USA, wo sie die nächsten Jahre verbrachten. Am 9. Dezember 1948 wurde die Tochter Iris Careen geboren.
Bei seiner ersten Ankunft in Amerika war von Braun noch von der raschen Aufnahme eines ambitionierten Raketenprogramms ausgegangen. Die Raketenforschung unterstand jedoch nach wie vor dem Militär und war damit ebenfalls von der vorherrschenden Demobilisierung betroffen. Erst infolge des Koreakriegs verbesserte die finanzielle Lage sich wieder. 1950 zog von Braun mit seinem Team nach Huntsville in Alabama, um dort die Entwicklung der Redstone aufzunehmen. Diese Rakete basierte auf dem Aggregat 4, war jedoch größer und leistungsstärker. Im August 1953 fand ihr erster Testflug statt. Zu diesem Zeitpunkt war von Braun für etwa 1000 Mitarbeiter verantwortlich.:334
Früh entstanden Pläne, mit der Redstone einen Satelliten in den Erdorbit zu starten. Dazu sollten mehrere Loki-Feststoffraketen, gebündelt zu drei Stufen, auf der Redstone starten. Von Braun warb für das Projekt, scheiterte jedoch vor einer Kommission gegen das Konzept der Marine.:356 Ebenso wie Redstone ging die Loki auf eine deutsche Entwicklung, die Taifun-Flugabwehrrakete, zurück.
Seine zweite Tochter, Margrit Cecile, wurde am 8. Mai 1952 geboren. Im Jahr 1952 kehrten außerdem seine Eltern wieder zurück nach Deutschland, wo sie später in Oberaudorf lebten; seine Mutter verstarb 1959, sein Vater 1972. Am 14. April 1955 erhielten Wernher von Braun und seine Frau die US-amerikanische Staatsbürgerschaft.
Im November 1955 wurde die Entwicklung einer Nachfolgerakete für die Redstone, der Jupiter, beschlossen. Die neu geschaffene Army Ballistic Missile Agency sollte für die Entwicklung zuständig sein. Ihr Leiter wurde Bruce Medaris, von Brauns Vorgesetzter. Zwar waren die Pläne für eine orbitale Redstone offiziell gestoppt, dennoch wollten sie für den Fall eines Scheiterns der Marine gerüstet sein. Dazu wurde das Reentry Test Vehicle entwickelt, eine Redstone mit Oberstufe identisch zum vorgeschlagenen Satellitenkonzept, lediglich die letzte Stufe sollte durch einen Gefechtskopf ersetzt werden. Die Rakete bekam später den Namen Jupiter-C.
Parallel zu seiner Arbeit bei der Army warb von Braun öffentlich für das Raumfahrtprogramm. Im Oktober 1951 nahm er an der First Symposium on Space Flight teil, einer Konferenz, die im Hayden Planetarium in New York stattfand. Zwischen März 1952 und April 1954 veröffentlichte er eine Serie von Artikeln in der Zeitschrift Collier’s Weekly. Die Artikel entstanden in einem Panel von Experten, dem neben Wernher von Braun auch Fred L. Whipple, Joseph Kaplan, Heinz Haber und Willy Ley angehörten. Später gab es Kontakte zu Walt Disney. Dieser konnte das öffentliche Interesse durch seine Sendungen beeinflussen und das war genau das, was von Braun für die bemannte Raumfahrt suchte. Am 9. März 1955 gab es die Sendung Man in Space erstmals im Fernsehen, sie hatte 40 Millionen Zuschauer. Darin wurde der breiten US-amerikanischen Öffentlichkeit die bemannte Weltraumfahrt als technisch durchführbar vorgestellt.
Am 4. Oktober 1957 startete die Sowjetunion den ersten künstlichen Erdsatelliten Sputnik in eine Umlaufbahn, was der amerikanischen Öffentlichkeit inmitten des Kalten Krieges die gegnerische Überlegenheit auf dem Gebiet der Raketentechnik vor Augen führte. Infolge dieses Sputnikschocks wurden die Raumfahrtausgaben abermals aufgestockt. Nachdem die Vanguard-Rakete der Marine beim Start versagt hatte, brachte am 1. Februar 1958 eine Jupiter-C Explorer 1 ins All. Am 17. Februar erschien von Braun mit der Bezeichnung Missileman auf dem Titelbild des Time Magazine.
Der sowjetische Erfolg hatte die unproduktive Konkurrenz der amerikanischen Teilstreitkräfte aufgezeigt, weshalb im Juli 1958 die zivile Luft- und Raumfahrtbehörde NASA gegründet wurde. Deren Verantwortliche wollten von Beginn an von Brauns in der Raketenentwicklung erfahrene Abteilung übernehmen. Anfänglich hätte das Budget jedoch nur für etwa 2000 der 5000 Angestellten gereicht; erst als sich ein Jahr später die finanzielle Situation verbessert hatte, war die Übernahme der ganzen Abteilung gesichert.:402
Im September 1959 hielt von Braun anlässlich der Internationalen Luftfahrtausstellung in Frankfurt den Vortrag „Die Bedeutung der Raumfahrt im Kalten Krieg“. Er verteidigte den Nutzen der Raketenforschung mit zivilen Errungenschaften und rechtfertigte die militärische Rüstung in Anbetracht des Kalten Krieges: „Sollen wir abwarten bis auf dem Mond die rote Fahne hoch geht? Soll die freie Welt wirklich ihre Bewaffnung veralten lassen, so lange keine absolute Gewähr dafür besteht, dass auch jenseits des Eisernen Vorhangs alle Anstrengungen auf dem Gebiet der Entwicklung neuerer noch schlagkräftigerer Waffen eingestellt werden?“ Danach überreichte ihm Bundespräsident Theodor Heuss das Große Verdienstkreuz der Bundesrepublik Deutschland.

### NASA

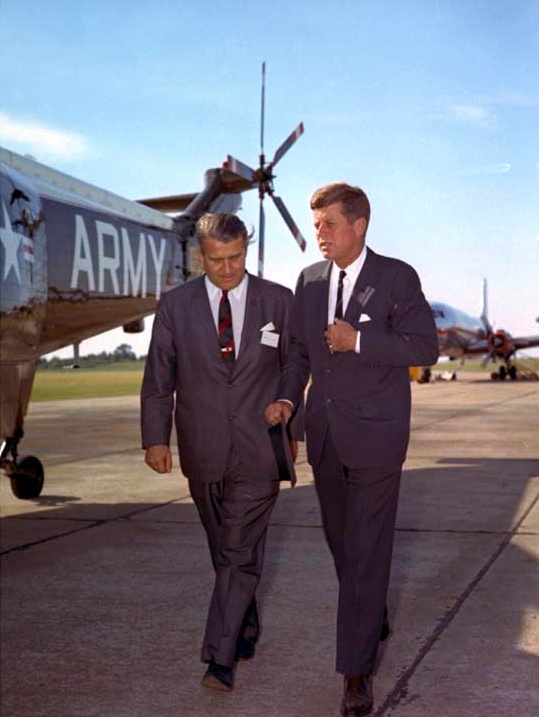
Wernher von Braun mit US-Präsident John F. Kennedy am 19. Mai 1963

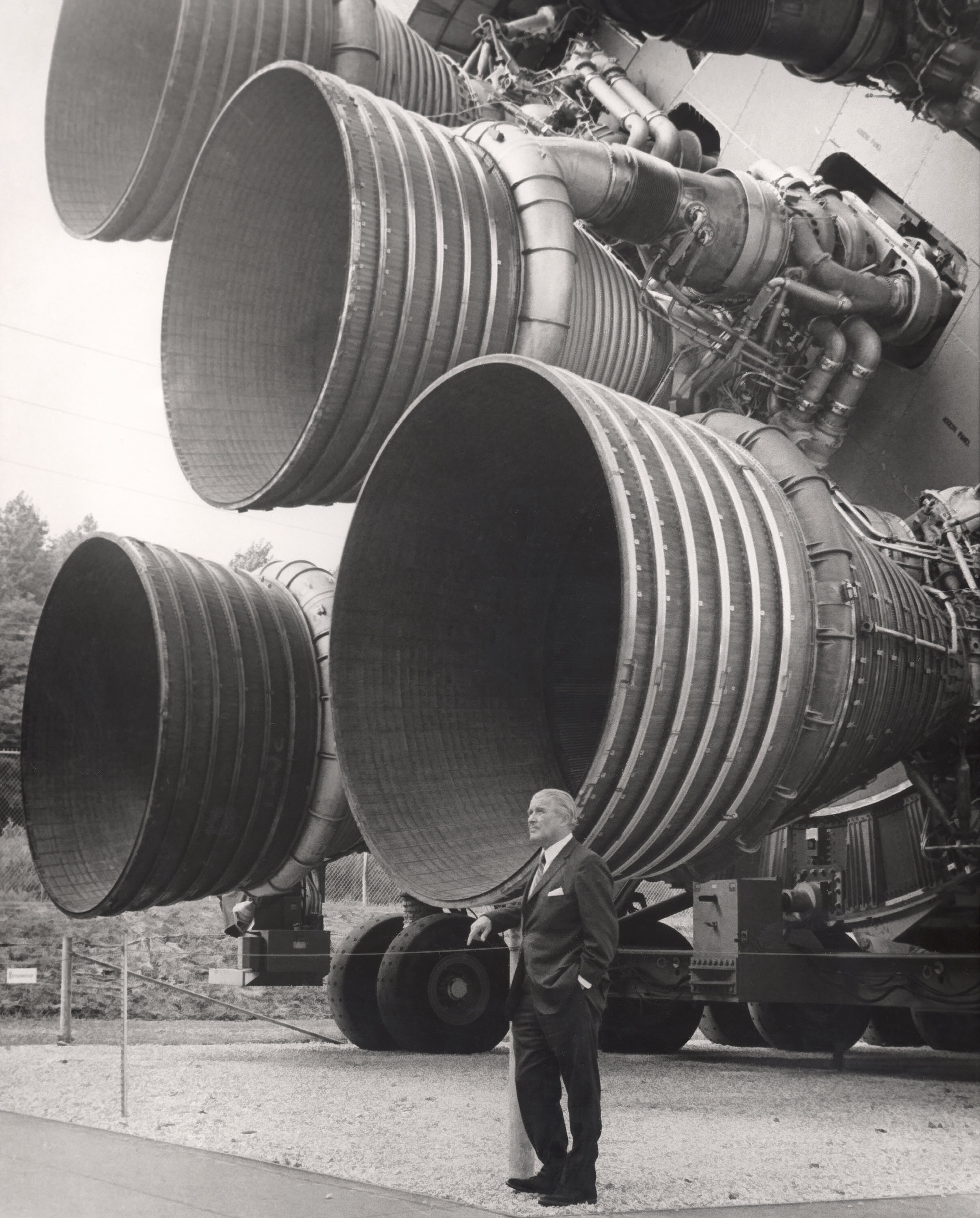
Von Braun vor den Triebwerken der Saturn V

Von Braun und sein Team wurden offiziell im Oktober 1959 der NASA überstellt. Bereits vorher war die Entscheidung zum Bau der Saturn-Rakete (der späteren Saturn I) gefallen. Außerdem wurde das Mercury-Programm vorangetrieben, das erstmals den Flug eines Astronauten in den Weltraum ermöglichen sollte.
Am 2. Juni 1960 kam das dritte Kind, Sohn Peter Constantin, zur Welt. Im selben Jahr wurde Wernher von Braun Direktor des Marshall Space Flight Centers in Alabama, eine Position, die er bis 1970 innehatte. Das Mercury-Raumschiff war immer noch in der Testphase, als im April 1961 Juri Gagarin mit Wostok 1 einmal die Erde umrundete. Erst drei Wochen später folgte Alan Shepard auf einer Redstone, wobei lediglich ein suborbitaler Flug erfolgte. Auf der Suche nach einer Möglichkeit, die Sowjetunion zu übertrumpfen, besuchte Präsident Kennedy Anfang Mai das Marshal Space Flight Center. Hier überzeugte ihn Wernher von Braun, mit einem Zeit- und Kostenplan in der Hinterhand, auf die Mondlandung hinzuarbeiten. Kennedy willigte ein und verkündete am 25. Mai 1961 den bemannten Flug zum Mond innerhalb des Jahrzehnts als Ziel vor dem amerikanischen Kongress.

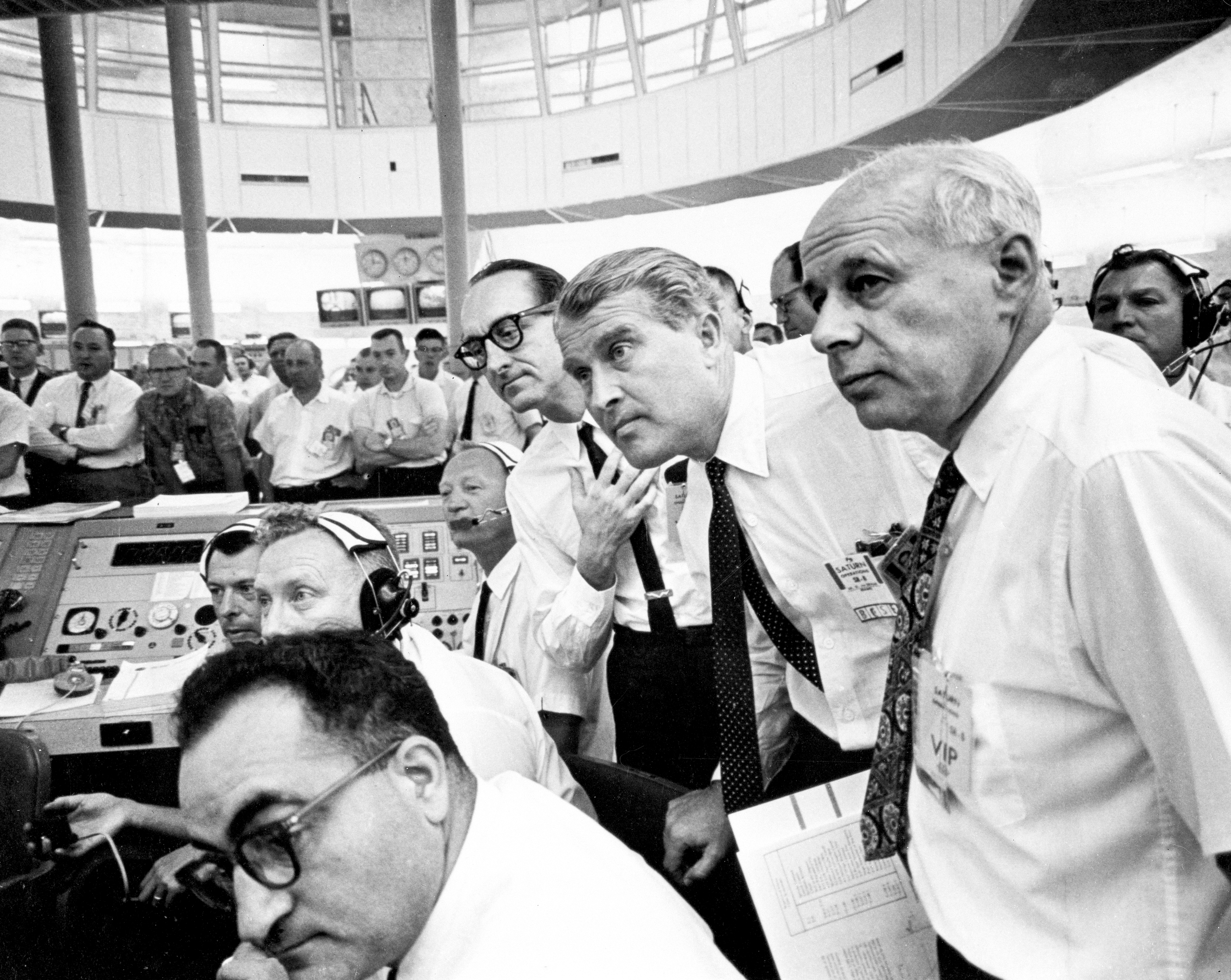
Stehend v. l. n. r.: George Mueller, Wernher von Braun und Eberhard Rees beim Start von A-101

In den nächsten Jahren wurde die Entwicklung beschleunigt und das Mercury- vom Gemini-Programm abgelöst. Schließlich arbeiteten bis zu 400.000 Menschen am Apollo-Programm. Zwei Jahre vor dem von Kennedy gesetzten Termin startete 1967 die unter von Brauns Leitung entwickelte Saturn mit Apollo 4 zu ihrem Erstflug. Der zweite bemannte Start im Folgejahr (Apollo 8) war gleichzeitig der erste Flug von Menschen in den Mondorbit.
Von Brauns größter Erfolg und die Erfüllung langjähriger Träume wurde die bemannte Mondlandung im Jahr 1969. Sein sowjetischer Rivale Sergei Koroljow, der Vater der sowjetischen Raumfahrt, war bereits 1966 gestorben. Erst nach dem Staatsbegräbnis für Koroljow erfuhr von Braun von dessen Existenz und Leistung, da das sowjetische Raumfahrtprogramm der Geheimhaltung unterlag.
Von 1970 bis 1972 war Wernher von Braun Direktor eines neu geschaffenen Planungsbüros der NASA, welches sich mit der Zukunft der US-Raumfahrt befassen sollte. Dort setzte er sich für eine bemannte Mars-Mission ein. Das Programm wurde jedoch wegen Finanzierungsproblemen – nicht zuletzt durch den andauernden Vietnamkrieg – eingestellt. Daneben drang er auf technische Vereinfachungen des neuen Space-Shuttle-Systems, das zur damaligen Zeit noch deutlich größer und komplexer in Planung war.

### Wechsel in die Privatwirtschaft
Enttäuscht von den starken Budgetkürzungen durch den US-Kongress, verließ er 1972 die NASA und wurde einer der Vizepräsidenten von Fairchild, einem Luft- und Raumfahrtkonzern. Dort trat er unter anderem für neuartige Kommunikationssatelliten ein, welche eine Verbindung in abgelegene Gebiete ermöglichen sollten.
In den ersten Wochen nach Bekanntwerden seines Wechsels zu Fairchild stieg der Aktienkurs der Firma um 30 %. Seine Tätigkeit führte ihn häufig ins Ausland. Er traf dabei die indische Premierministerin Indira Gandhi, den Schah von Persien und den spanischen Thronfolger Juan Carlos. Im Juli 1975 wurde er Mitglied des Aufsichtsrats von Daimler-Benz.

### Krankheit und Ruhestand
Bei einer routinemäßigen medizinischen Untersuchung Mitte 1973 zeigten sich auf einem Röntgenbild Auffälligkeiten neben seiner linken Niere. Am Johns Hopkins Hospital in Maryland wurden ihm wenig später eine tumorbefallene Niere und umliegendes Tumorgewebe entnommen. Bereits nach wenigen Tagen hatte er sich von der Operation erholt, einige Wochen später konnte er wieder seiner Arbeit nachgehen.

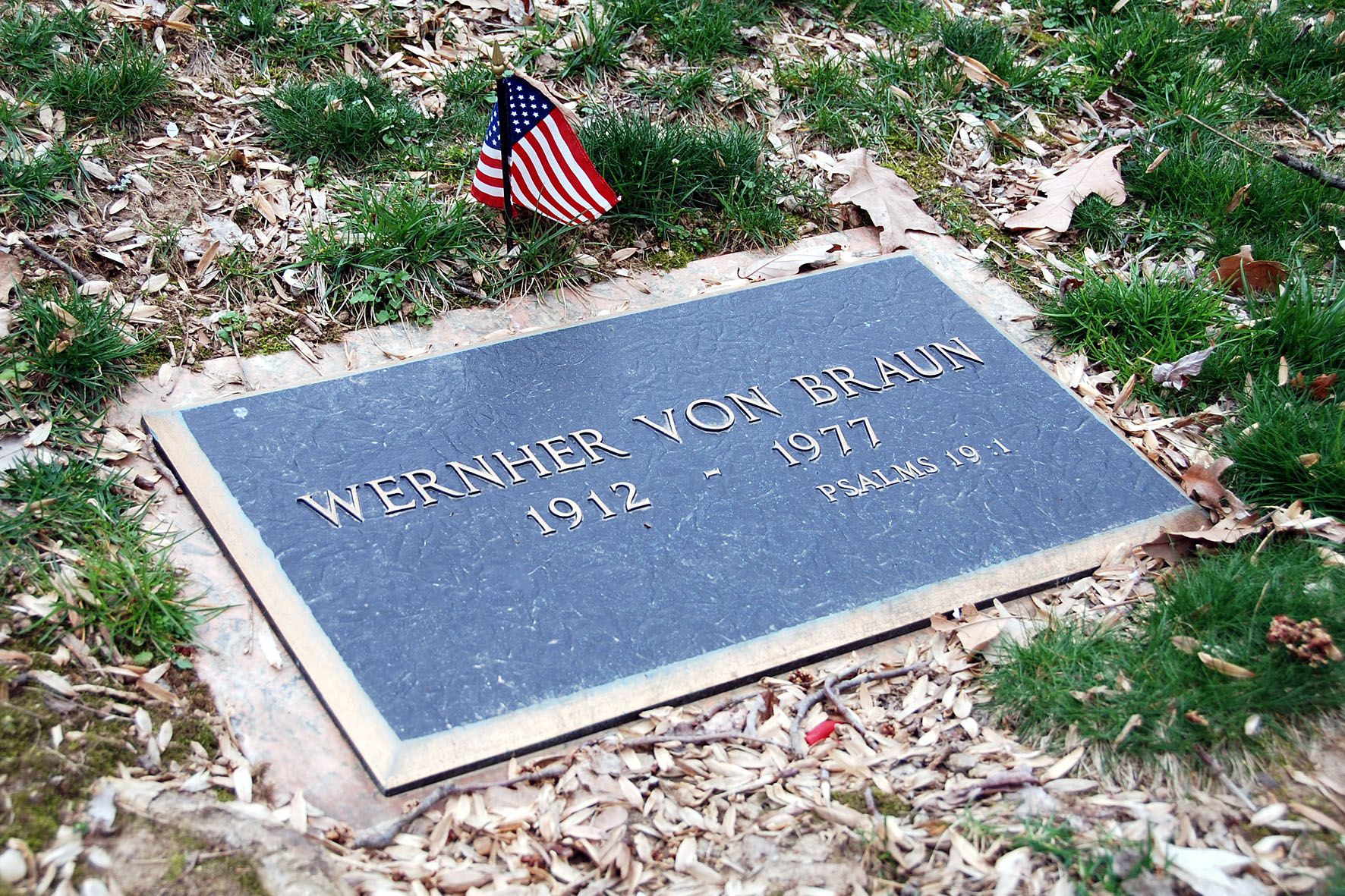
Grab Wernher von Brauns, 2008

Zwei Jahre nach der ersten Krebsoperation wurde bei einer Nachuntersuchung ein Dickdarmtumor entdeckt und entfernt. Sein sich seither beständig verschlechternder Gesundheitszustand ermöglichte es ihm ab November 1976 nicht mehr, das Krankenhaus zu verlassen.
Am 31. Dezember 1976 trat Wernher von Braun in den Ruhestand; am 16. Juni 1977 starb er an seiner Krankheit in Alexandria, Virginia, und wurde auf dem dortigen Ivy Hill Cemetery (Sektion T, Grabstelle 29) beigesetzt. Auf dem Grabstein stehen der Name, das Geburts- und das Todesjahr sowie der Hinweis auf den Psalm 19,1 : „Die Himmel erzählen von der Herrlichkeit Gottes; und das Firmament verkündet seiner Hände Werk.“

## Ehrungen
- Am 8. Juli 1943 Ernennung zum Professor (eigenhändige Unterschrift Hitlers auf der Urkunde).
- Am 29. Oktober 1944 erhielt er das Ritterkreuz des Kriegsverdienstkreuzes mit Schwertern.
- 1959 wurde er mit dem Großen Verdienstkreuz der Bundesrepublik Deutschland ausgezeichnet.[43]
- 1966 Westpreußischer Kulturpreis
- 1967 Wahl zum Mitglied der National Academy of Engineering.
- 1969 erhielt er die Wilhelm-Exner-Medaille.
- 1970 wurde er mit dem Großen Verdienstkreuz mit Stern des Verdienstordens der Bundesrepublik Deutschland ausgezeichnet.
- 1970 wurde der Mount Von Braun in der Antarktis nach ihm benannt.
- 1975 wurde er mit der Goldenen Medaille der Humboldt-Gesellschaft und mit dem Werner-von-Siemens-Ring[44] ausgezeichnet.
- 2010 fand das dritte Wernher-von-Braun-Memorial-Symposium der US-amerikanischen Astronautenvereinigung an der University of Alabama in Huntsville statt.[45]
- Reliefporträt in der Haupthalle des Flughafens Berlin-Tegel.[46]

1974 hielt er insgesamt 25 Ehrendoktorwürden, darunter von den folgenden Hochschulen:
- - University of Alabama
  - University of Tennessee at Chattanooga
  - University of Pittsburgh
  - Saint Louis University
  - Technische Universität Berlin (1963)
  - Canisius College
  - Clark University

## Rezeption

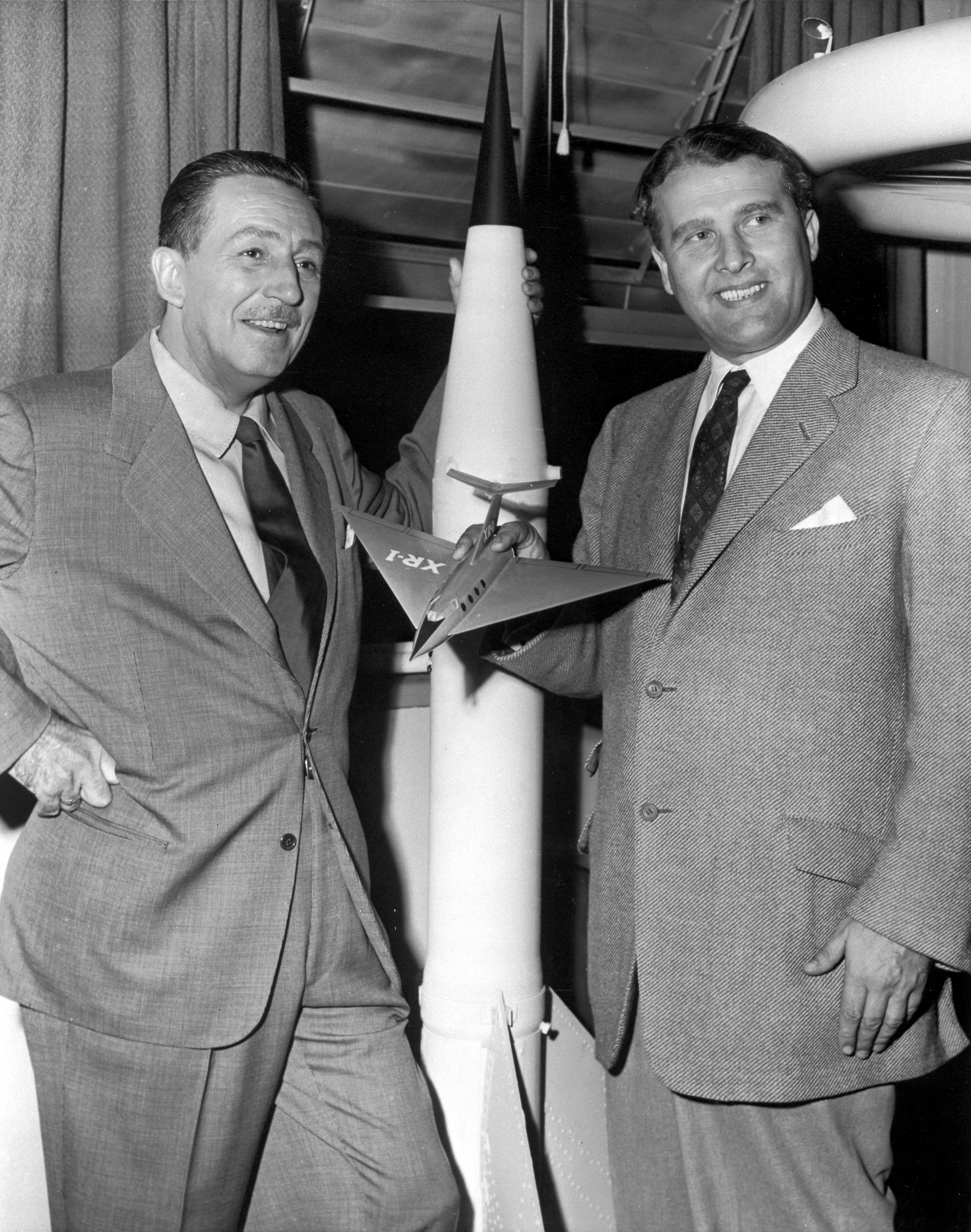
Wernher von Braun mit Walt Disney (links), 1954

Wernher von Braun erlangte in den USA rasch eine große Popularität, auch wegen der Veröffentlichungen seiner Bücher und öffentlichen Auftritten. Bekannt machten ihn vor allem drei Fernsehproduktionen Walt Disneys: Man in Space (1955), Man and the Moon (1955) und Mars and Beyond (1957). In diesen von Ward Kimball realisierten Kurzfilmen trat von Braun an der Seite Disneys auf und erläuterte seine Theorien. Von Braun war ein geschickter Marketing-Stratege für Raketentechnik und bewerkstelligte es, eine Zusammenarbeit mit der Walt Disney Company zu erreichen. Im Kurzfilm Man in Space erklärt von Braun unter anderem die allgemeine Raketen-Funktionsweise und Einflüsse, welche Raumfahrer in der Lage sein müssten auszuhalten. Mit 42 Millionen Zuschauern gilt der Film als zweiterfolgreichste TV-Sendung aller Zeiten im US-Fernsehen.
Sein Buch Das Marsprojekt beeinflusste den von George Pal produzierten Science-Fiction-Film Die Eroberung des Weltalls (Conquest of Space, 1955). Und bereits 1960 wurde seine Lebensgeschichte unter dem Titel Wernher von Braun: Ich greife nach den Sternen als US-deutsche Koproduktion mit Curd Jürgens in der Titelrolle verfilmt.
Als von Braun zu einer Koryphäe der US-amerikanischen Raumfahrt aufstieg, wurde in der Öffentlichkeit und im Fernsehen gelegentlich nach seiner Vergangenheit im Dritten Reich gefragt. Von Braun distanzierte sich dabei stets vom Nationalsozialismus und wies auch eine Mitschuld an den nationalsozialistischen Verbrechen im Zweiten Weltkrieg von sich.
Zu von Brauns bis heute anhaltender Bezeichnung als Visionär schreibt der Politikwissenschaftler Rainer Eisfeld: „Braun profitierte von seiner Anpassung an den Zeitgeist, der die Implikation eigenen Handelns wegschob, indem er auswich auf eine Vision.“ In seinem 1996 erschienenen Buch Mondsüchtig beschreibt Eisfeld die Geschichte der Ingenieure, für die – unter der Leitung von Brauns – die Technik zum Selbstzweck wurde und die ihre tiefe Verstrickung in die Barbarei des Nationalsozialismus bis zuletzt verleugneten.
Üblicherweise wird Braun als genialer Raketenkonstrukteur betrachtet. In jüngerer Zeit werden seine Stärken teilweise eher im Management riesiger militär-industrieller technischer Projekte sowie der Kunst, Ideen zugkräftig an Regierungsvertreter und an die breite Bevölkerung zu bringen, gesehen.:565:234 f Im Verlauf des amerikanischen Mondlandeprogramms gab es zunehmende Kritik aufgrund der Kostensteigerungen, die von politischen Diskussionen wegen des Vietnamkriegs und der Rassenunruhen angeheizt wurden und zu Kürzungen im NASA-Budget führten. Helmut Gröttrup, einer seiner Mitarbeiter in Peenemünde und später Leiter des deutschen Kollektivs im sowjetischen Raketenprogramm, konfrontierte von Braun mit der These, dass „automatische Raumsonden die gleichen wissenschaftlichen Daten mit einem Aufwand von nur 10 oder 20 Prozent der Kosten erreichen“ können und das Geld besser für andere Zwecke ausgegeben werden solle. Von Braun rechtfertigte die bemannte Raumfahrt mit dem Argument, dass sie „der Menschheit zur Unsterblichkeit verhelfe, wenn sie von der unbewohnbaren Erde auf einen anderen Planeten auswandern“ müsse.
Von Braun wurde mehrfach musikalisch thematisiert:
- Der US-amerikanische Liedermacher Tom Lehrer textete 1965: Once the rockets are up / who cares where they come down, / „That's not my department“, / says Wernher von Braun. Übersetzung: Wenn die Raketen erstmal oben sind, wen schert’s, wo sie runterkommen, „Das ist nicht meine Abteilung“, sagt Wernher von Braun.[52]

- Die Berliner Krautrock-Band Mythos veröffentlichte 1975 auf dem Album Dreamlab ein Stück mit dem Titel „Dedicated to Wernher von Braun“.[53]

- 1987 gelangte der Musical-Song A Pawn for Wernher von Braun von Lawrence (Larry) Grossman am Broadway zur Aufführung.[54]

- Auf dem Album Die Wunderwelt der Technik (2002) der deutschen Minimal-Electro-Gruppe Welle: Erdball findet sich die Aufnahme „Apollo IX/V1/V2/Aggregat 4“.[55]

Nach den erfolgreichen Apollo-Mondlandungen verfolgte Wernher von Braun weiter mit viel Elan weitreichende Pläne, bis hin zum bemannten Marsflug. Bei der NASA und auch in der US-amerikanischen Öffentlichkeit stieß er damit aber nicht nur auf Begeisterung. Ein Redakteur von Reader’s Digest kommentierte: „Wernher von Braun möchte am liebsten weiter Geld ausgeben wie ein volltrunkener Matrose“ (zit. in Eisfeld).
Anlässlich des 100. Geburtstags im Jahr 2012 wurde auf Initiative des Polnisch-Deutschen Kulturforums Insel Usedom die so genannte Peenemünder Erklärung veröffentlicht, in der vor einer Idealisierung von Brauns gewarnt wird und eine „wissenschaftlich seriöse Aufarbeitung“ der Rolle von Brauns im Nationalsozialismus gefordert wird. Zu den Erstunterzeichnern gehören Historiker wie Werner Buchholz, Bernd Faulenbach, Anton Schindling und Thomas Stamm-Kuhlmann, aber auch Politiker wie Thomas Freund (Staatssekretär a. D. in der Landesregierung) und Karin Timmel (Landrätin).

## Benennungen und Umbenennungen
1994 wurde der Mondkrater von Braun durch die Internationale Astronomische Union nach ihm benannt.
Das Von-Braun-Paradigma ist nach ihm benannt.
Die Wernher-von-Braun-Schule in Neuhof bei Fulda wurde 1975 unter von Brauns persönlicher Anwesenheit als erste deutsche Schule nach ihm benannt. Die Gesamtschule entschloss sich 2015 nach längeren Diskussionen zu einer Umbenennung und trägt seit Februar 2015 den Namen „Johannes-Kepler-Schule“. Ebenso wurde die Wernher-von-Braun-Straße am selben Ort in Johannes-Kepler-Straße umbenannt.
Das seit 1979 diesen Namen tragende Wernher-von-Braun-Gymnasium in Friedberg bei Augsburg benannte sich nach jahrelangen Diskussionen, Fernsehberichterstattung, Appellen – unter anderem von Kultusminister Ludwig Spaenle (CSU) – und Forderungen des Kreistages Aichach-Friedberg um. Dies teilte die Schule am 20. Dezember 2013 in einer Stellungnahme mit. Damit verbunden waren auch eine Distanzierung vom Namensgeber sowie die Aussage, dass in Wernher von Braun kein Vorbild für Schüler zu sehen sei. Seit dem 1. Februar 2014 heißt die Schule offiziell „Staatliches Gymnasium Friedberg“.
Die Wernher-von-Braun-Realschule Rheinstetten trug diesen Name 35 Jahre lang. 2007 fiel die Entscheidung für eine Umbenennung in „Realschule Rheinstetten“.
Die Wernher-von-Braun-Straße in Memmingen wurde im Juni 2014 in Rudolf-Diesel-Straße umbenannt. Einige weitere Straßen in deutschen Städten sind unverändert nach Wernher von Braun benannt, wobei es auch hier mancherorts Bestrebungen für eine Umbenennung gibt. In Fürstenfeldbruck gab es eine mehrjährige Umbenennungsdebatte, bei der jedoch ein Änderungsantrag zu mehreren mit Antisemitismus, Rassismus und Nationalsozialismus assoziierten Straßennamen zunächst abgelehnt wurde.
Im September 2022 lehnte es der Stadtrat der bayerischen Stadt Gersthofen ab, die dortige Wernher-von-Braun-Straße umzubenennen, obgleich ein von der Stadt beauftragtes Gremium dies empfohlen hatte.

## Schriften (Auswahl)
- Konstruktive, theoretische und experimentelle Beiträge zu dem Problem der Flüssigkeitsrakete (= Raketentechnik und Raumforschung. Sonderheft 1). Deutsche Gesellschaft für Raketentechnik und Raumfahrt e. V., Stuttgart-Zuffenhausen [1959], DNB 458755338 (Konstruktive, theoretische und experimentelle Beiträge zu dem Problem der Flüssigkeitsrakete 1934).
- Das Marsprojekt. Studie einer interplanetarischen Expedition. Frankfurt am Main 1952.
- Across the Space Frontier, 1952 Verlag Viking; (dt. Station im Weltraum. 1953; dann unter Die Eroberung des Weltraums. 1958) Herausgeber Cornelius Ryan, mit Joseph Kaplan, Heinz Haber, Willy Ley, Fred L. Whipple
- mit Willy Ley, Fred L. Whipple: Conquest of the Moon, 1953 Verlag Viking (dt. Die Eroberung des Mondes. 1954) Herausgeber Cornelius Ryan.
- mit Willy Ley: The Exploration of Mars (dt. Die Erforschung des Mars. 1957).
- mit Willy Ley u. a.: Start in den Weltraum. Ein Buch über Raketen, Satelliten u. Raumfahrzeuge. 1958.
- First Men to the Moon, Holt, Rinehart and Winston 1960 (dt. Erste Fahrt zum Mond, Fischer 1961).
- Griff nach den Sternen. Sinn und Möglichkeiten der Weltraumfahrt. Diskussion. Ehrenwirth, München 1962.
- The next 20 years of interplanetary exploration. Marshall Space Flight Center, Huntsville 1965.
- Space Frontier (dt. Bemannte Raumfahrt. 1968).
- zusammen mit Frederick I. Ordway: The Rockets’ Red Glare (dt. Raketen. Vom Feuerpfeil zum Raumtransporter. 1979).
- als Herausgeber Reihe: Das Wissen der Gegenwart. Deutsche Buch-Gemeinschaft, Berlin/ Darmstadt/ Wien 1968 ff.

## Filme
- 1960: Wernher von Braun – Ich greife nach den Sternen, Spielfilm, Deutschland/USA, Regie: J. Lee Thompson, Darsteller: Curd Jürgens u. a.
- 1967: Die gefrorenen Blitze, Spielfilm, DDR, Regie: János Veiczi.
- 2002: Prüfstand 7, Spielfilm, Deutschland, Drehbuch und Regie: Robert Bramkamp, Darsteller: Inga Busch, Peter Lohmeyer u. a.[71]
- 2002: Wernher von Braun – Rocket Man for War and Peace, dreiteilige Dokumentation, Deutschland, Produktion: MDR, Martin Hübner
- 2005: Space Race (dt. Titel: Wettlauf zum Mond). Wettlauf zwischen den Vereinigten Staaten und der Sowjetunion zum Erfolg im Weltall, Doku-Drama, GB, Produktion: MediaPro Studios in Bukarest.
- 2009: Der Raketenmann – Wernher von Braun und der Traum vom Mond, Doku-Drama, Deutschland, Produktion: ZDF, Reihe: ZDF-History (Der Raketenmann auf Youtube)

## Serien
- 2019: For All Mankind – Drama, Vereinigte Staaten von Amerika, Produktion: Sony Pictures Entertainment für Apple TV+
- 2024: Die Spaltung der Welt - dokumentarische Drama-Serie, Deutschland, Produktion: LOOKSfilm für ARTE, SWR, ORF, ČT, Regie: Olga Chajdas, Frank Devos, Darsteller: Max Wagner[72][73]